# Iglesia de San Juan Bautista (Cenero)
La Iglesia de San Juan Bautista o Abadía de Cenero es un templo católico situado en Sotiello, barrio de la parroquia gijonesa de Cenero (Principado de Asturias, España). Se trata de una edificación que originariamente era de estilo románico, construida en el siglo XIII. Fue sometida a una ampliación en el siglo XVIII y reconstruida después de la Guerra Civil, pues durante la contienda padeció un incendio que la arruinó casi por completo.
El espacio público que rodea al templo (conocido popularmente como «campo de la iglesia») incluye un tejo de grandes dimensiones y más de doscientos años de edad. Tal espacio fue declarado como Bien de Interés Cultural con la categoría de Sitio Histórico en 2017.

## Historia

### Orígenes del templo
La primera mención escrita del templo data del año 857. Esta se encuentra en el testimonio de una donación realizada en favor de la iglesia de San Salvador de Oviedo por el rey Ordoño I, donde se citan «in Veranes ecclesias Sancti Petri et Sanctae Mariae de Riera, et Sancta Eulaliae de Cenero». No obstante, según el historiador Francisco Javier Fernández Conde, se trataría de un documento redactado por el scriptorium del obispo Pelayo a principios del siglo XII con la intención de aumentar las propiedades catedralicias.
Lo que sí puede afirmarse con seguridad es que este templo ya existía en el siglo XI, a juzgar por un documento dispuesto por Pedro García y su esposa Fronilde en 1082. En él se reflejan las donaciones a la iglesia de San Juan de Cenero de diferentes bienes en el concejo de Gijón.

### La «abadía»
En 1270 el rey Alfonso X el Sabio concedió la iglesia de Cenero al abad y al monasterio de San Vicente de Oviedo: «la nuestra iglesia de la puebla de Gijón que mandamos facer en Asturias, y si más iglesias ficieren en este lugar de aquí adelante que sean otrossí suyas del monasterio». Nacía así el señorío de la Abadía de Cenero.
Es muy posible que la donación conllevase un cambio en la denominación del titular eclesiástico del templo, que pasaría a llamarse abad. Este sería entonces un cargo honorífico y simbólico, que no implicaría la existencia de una congregación. De acuerdo con el historiador Isidoro Cortina Frade, «nunca hubo monasterio, ni monjes, ni vida común del clero. Tenía un abad que sólo era beneficiario de unas rentas adscritas a dicho título».
Posteriormente, entre los siglos XV y XVIII, el aún vigente cargo de abad fue desempeñado por diferentes miembros de la poderosa familia de los Valdés. Debido al destacado papel político que jugaron algunos de ellos, el señorío fue adquiriendo progresivamente mayor importancia a lo largo de la mencionada época.
Cabe señalar que la denominación tradicional de la parroquia (en asturiano se llama L'Abadía Cenero), que ya aparece en el siglo XVI, se relaciona con el estatus simbólico que adquirieron la iglesia y su territorio tras vincularse al monasterio de San Vicente.

### Problemas estructurales e incendio
En 1927 el párroco había anotado en el libro de fábrica que el edificio estaba completamente en ruinas. Esto era debido a que la roca sobre la que se asentaba la iglesia se había desplazado, causando una gran inestabilidad. Tal problema ya venía de antiguo, pues había motivado la construcción de un nuevo ábside en el año 1776.
Sin embargo, los mayores daños que sufrió el templo se produjeron unos años más tarde. La noche del 23 de agosto de 1936 un incendio asoló la iglesia y solo quedó de ella el lienzo de pared correspondiente al arco triunfal, la portada y un sepulcro. En lo que respecta a los documentos y otros bienes muebles, casi ninguno se salvó del fuego. En él desaparecieron todos los libros parroquiales, un pergamino del siglo IX que contenía parte de la Chronica mundi de San Isidoro de Sevilla, una talla de la Virgen del siglo XIII, un frontal de altar de la misma época, un cuadro de San Jerónimo de Ribera y una talla de la Virgen de Murillo. Solamente se salvaron una talla románica de un santo vestido de obispo, ya desaparecida, y una cruz procesional del siglo XVI.

### Reconstrucción
El incendio de la iglesia se aprovechó para proceder no a una restauración, sino una completa reconstrucción a cargo de la Dirección General de Regiones Devastadas. En ella se optó por seguir principios modernos como la diferenciación cromática de la piedra con respecto a la original o la inclusión de materiales contemporáneos como el hormigón armado. El arquitecto que firmó el proyecto justificaba así estas decisiones:

Al plantearse el problema de la reconstrucción de este edificio, se ha huido de lo que por restauración venía entendiéndose, es decir, se ha tratado de reparar el monumento sin introducir en él ninguna innovación, manteniendo lo que de él existe sin reemplazar lo destruido por el tiempo o por la acción de los hombres y, en consecuencia, admitiendo los distintos estilos que existen [...]. Quizás una restauración del tipo de las que se hicieron en España durante el siglo XIX, siguiendo la pauta de Viollet-le-Duc, hubiera sido labor más brillante para el arquitecto, pero estimamos que este tipo de restauraciones se encuentran modernamente en franca decadencia.
Gabriel de la Torriente Rivas, 1942

El proyecto era, inicialmente, muy ambicioso y rompedor. Tenía una clara inspiración neorrománica y, pese a la opinión del arquitecto, en él también se seguían criterios más alineados con una restauración de tipo violletiano. Por ejemplo, demoler por completo el pórtico cubierto del siglo XVIII para favorecer la visión de la portada románica de acceso al templo. Entre otros cambios que se querían introducir figuraba el traslado de algunos restos arqueológicos de la villa romana de Veranes para emplazarlos en el lado de la epístola, la construcción de una bóveda semiplana de cemento, la apertura de ventanales con vidrieras, la colocación de pinturas o azulejos con motivos religiosos en lugar de retablos y la disposición el interior de la iglesia de un zócalo perimetral de azulejo con escenas de la vida de Gijón. Las obras comenzaron en 1943 y finalizaron en 1950, quedando la mayor parte de estas aspiraciones sin cumplirse.
El coste total de la reconstrucción ascendió a 204.694,53 pesetas, una cifra muy elevada para la fecha. Es por ello que ya en 1939 se había constituido una junta parroquial en el cuartel de la Falange de Sotiello para recaudar fondos. Este organismo acordó que todos los vecinos de Cenero debían colaborar con una cuota mínima 100 pesetas, aunque tal cantidad podía revisarse en casos de necesidad económica.

## Descripción arquitectónica
No se conserva ningún resto del primitivo edificio altomedieval, por lo que los elementos más antiguos del templo pertenecen al románico consolidado del siglo XIII. Atendiendo a las marcas de cantero que se conservan en ellos, emparentadas con las de las iglesias de Villamayor (en Piloña) y de Serín (en Gijón), en la construcción del templo habría participado un taller del centro de Asturias. El origen románico del edificio se evidencia, además, en su planimetría. Está compuesto por una única nave rectangular de ábside recto que queda separada del presbiterio por un amplio arco triunfal. Sus dimensiones son mucho mayores que las de otros templos asturianos de la misma época, lo cual indica que se trataba de una de las iglesias más importantes del concejo. Efectivamente, se situaba en una zona agrícola conectada con las principales vías de comunicación del momento. La ampliación llevada a cabo en el siglo XVIII se centró en el pórtico, el ábside y la sacristía. El aspecto actual del edificio, que responde a los ya citados principios e incluye nuevas estancias, no se entendería sin Manuel Valdés Gutiérrez. Aparte de ser el párroco de Cenero desde 1926 hasta 1962, fue un destacado investigador de su historia. De hecho, a él se debe el descubrimiento de los restos arqueológicos de Veranes y Beloño.

### Portada Oeste
La iglesia presenta una imponente portada románica, formada por un arco polilobulado y tres arquivoltas decoradas con rombos, ajedrezados, perlas y dientes de sierra. Las arquivoltas descansan sobre una imposta también labrada con bandas de ajedrezado. Se apoyan en seis capiteles dispuestos en derrame los que se tallan motivos típicos del románico. Están decorados con aves, apomados, dos animales luchando y una cabeza bovina engolada. En el extremo norte del cabildo se conservan los restos del antiguo tejaroz que completaba esta portada y que por motivos desconocidos se decidió no incluir en su rehabilitación. Entre ellos destaca la cenefa de rosetas de la cornisa y la figura monstruosa que decora uno de los canecillos. 

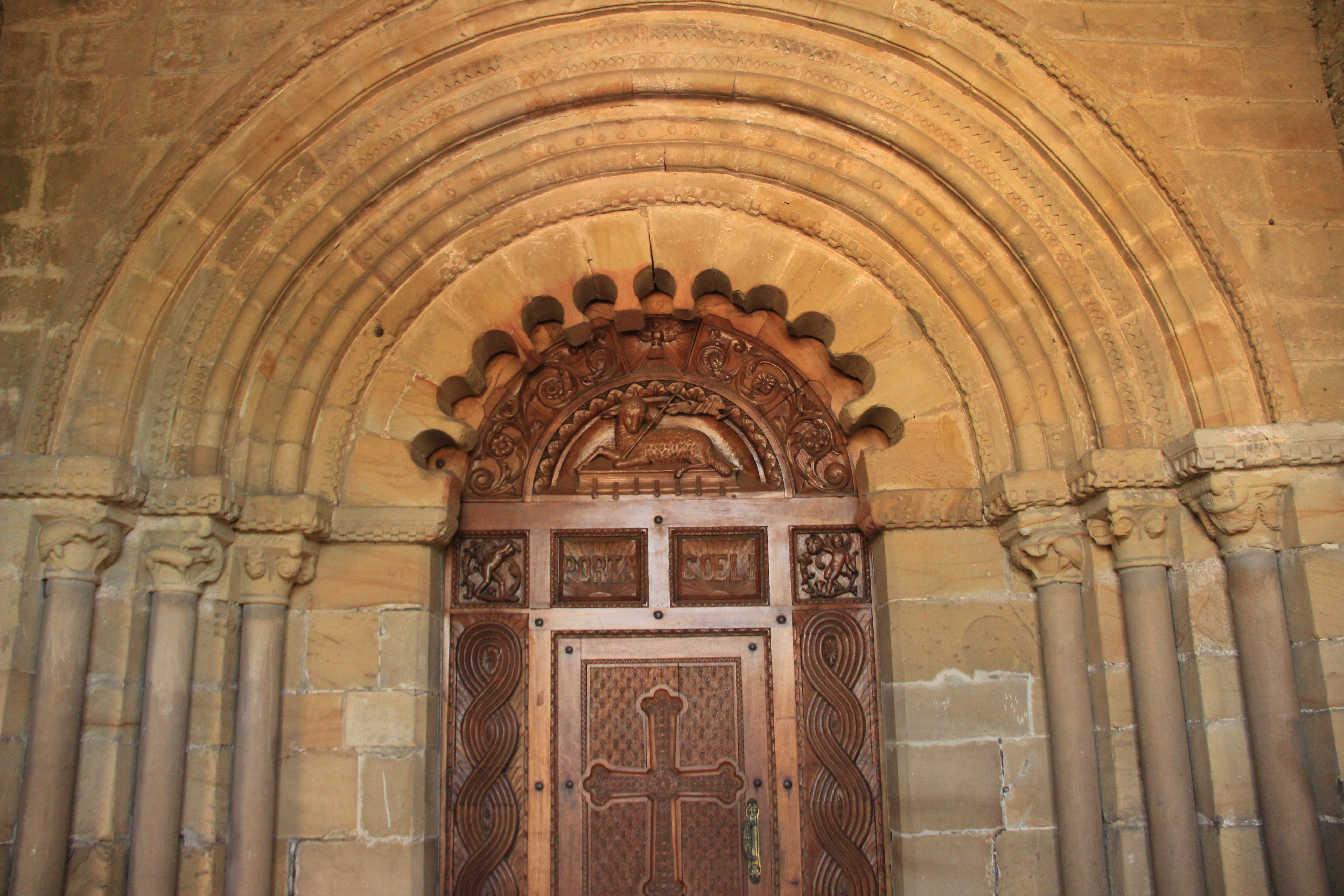
Portada Oeste, de estilo románico.

La portada de la iglesia se completa con una espadaña trífora articulada en tres pisos, cada uno de ellos decorado por pináculos, que termina en un sencillo tejadillo a dos aguas coronado por una cruz. Durante el incendio de 1936 no sufrió daños y su concepción netamente clasicista permitiría fecharla en el siglo XVIII.

### Nave
Está rematada por un arco triunfal ligeramente apuntado de gran altura, con capiteles ricamente decorados. Presenta una altura inusual y se organiza en dos arquivoltas decoradas con puntas de diamante y dientes de sierra, que descansan sobre una imposta con cenefa de rosetas que, a su vez, apoya sobre cuatro bellos capiteles. Éstos están decorados con palmetas, apomados y diferentes motivos vegetales, con la única excepción de los situados en el lado de la epístola. En ellos aparecen dos aves y entre la profusa vegetación pueden distinguirse dos figuras humanas. Una de ellas es una mujer que sostiene un niño en sus brazos y otra es un rostro que sobresale entre la hojarasca. En el arco triunfal aún son visibles algunos restos de policromía roja, habiéndose perdido los pigmentos azules que, también decoraban este espacio.
A sus lados se abren dos hornacinas laterales de medio punto a modo de pequeños ábsides sin proyección exterior. Están decoradas con un guardapolvo ajedrezado y capiteles de temática vegetal. Estas dos falsas capillas laterales están actualmente dedicadas a  San Juan Bautista y la Virgen de Covadonga
En el lado izquierdo se halla un arcosolio gótico ligeramente apuntado con el tímpano decorado con una cenefa aserrada y pequeñas rosetas. El sarcófago está tallado con escudos y motivos geométricos muy perdidos, y se apoya sobre tres figuras yacentes también muy deterioradas, que podrán ser leones. Por sus características formales este sepulcro habría sido erigido en el siglo XIV o XV para albergar los restos de algún miembro de la poderosa familia de los Valdés, quienes detentaron el cargo de abad de Cenero desde la Baja Edad Media.

### Elementos modernos
La reconstrucción de la iglesia responde a un claro programa estético neorrománico, que se evidencia en los contrafuertes de la nave, la ventana geminada del paño sur y el guardapolvo de perlas que cobija todos los vanos. El cuerpo central de la iglesia se completó con tres estancias anexas, que el proyecto de rehabilitación denominaba sacristía, antesacristía y catequesis. El cabildo original ciego fue sustituido por otro porticado con amplias arquerías de medio punto y rejería de inspiración románica, cubierto por una vigueta metálica con revoltón de rasilla. En él se dispusieron los restos del tejaroz de la portada de Cenero, así como un mosaico y varias tégulas procedentes de la basílica paleocristiana de San Pedro de Veranes (Gijón), que habían sido recopilados por el párroco Manuel Valdés desde los años 1920. 
La iluminación interior del templo se potenció abriendo ocho ventanas con vidrieras decoradas con las imágenes de varios santos y escenas bíblicas: San Sebastián,  Santiago Apóstol, la Virgen del Carmen, dos mártires sin identificar, el Arcángel Rafael acompañando a Tobías, la decapitación de San Juan y el bautismo de Cristo en el río Jordán. 
La nave se divide en cuatro tramos mediante tres arcos fajones de medio punto. Otros aspectos de la reconstrucción no fueron muy afortunados, pues se adosaron a las paredes unos arcos de tipo visigodo en nada relacionados con la época de construcción del templo formando una arquería ciega. En ellos se distribuyen las imágenes de San Antonio de Padua, la Inmaculada Concepción y Jesús del Sagrado Corazón sobre peanas de piedra, todas ellas adquiridas o donadas a raíz de la reconstrucción de la iglesia. A los pies de la nave se desarrolla una tribuna de antepecho calado, a la que se accede por una escalera de husillo con barandas de tabla calada. Ambas son fruto de la reconstrucción efectuada entre 1943 y 1950, pero aún se conservan algunas ménsulas de apoyo originales con restos de policromía roja.
En 1956 se levantó frente a la iglesia, al otro lado de la carretera, un altar para exponer el Santísimo Sacramento el día de Corpus Christi, conocido por “l'altarina”, y un año después se añadieron los pilares que hoy flanquean la entrada a la iglesia y están rematados con dos esculturas alegóricas de la Fe (figura orante) y la Esperanza (figura que mira al horizonte).

## Tejo

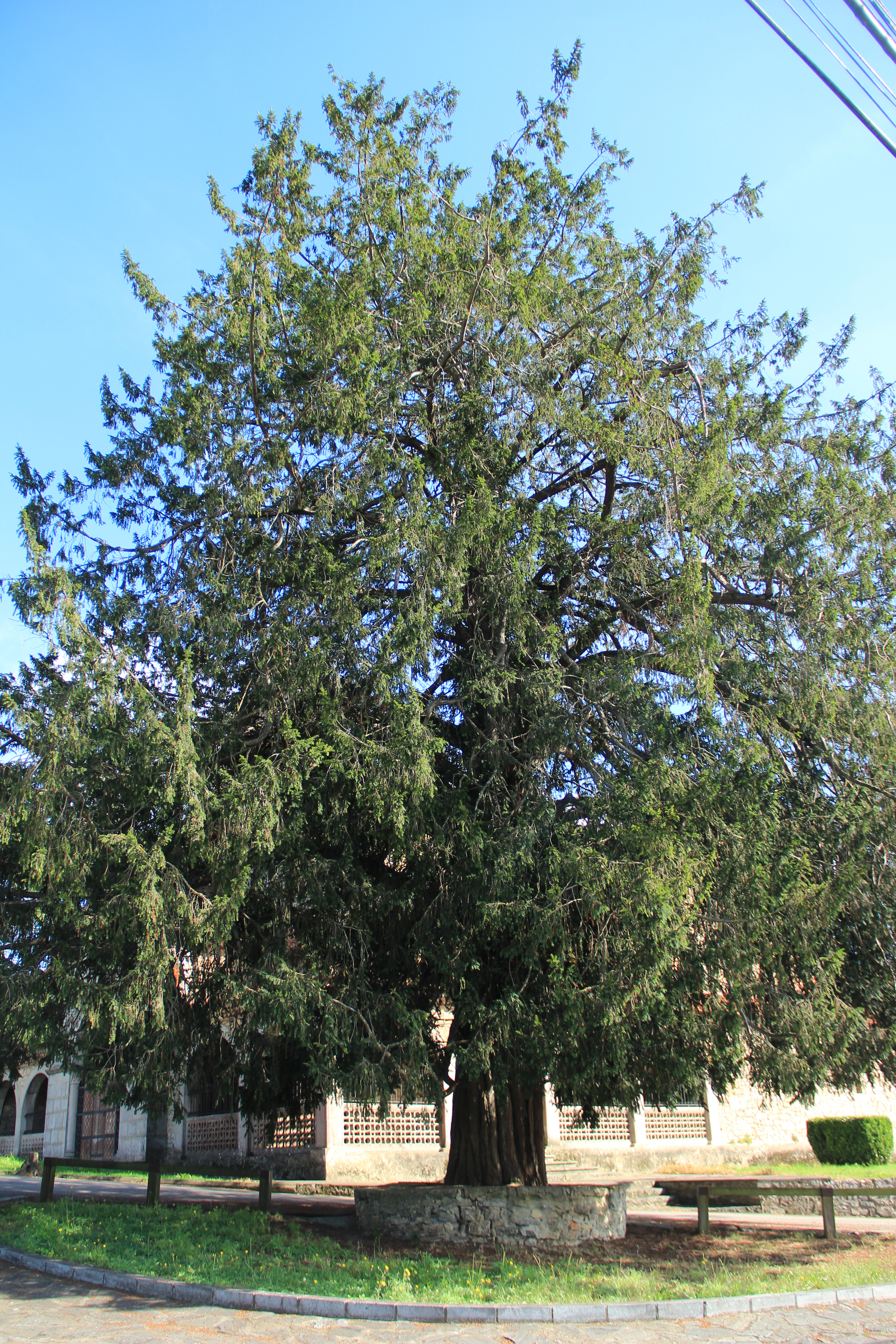
Tejo de la Abadía.

El tejo común (Taxus baccata) es un árbol de gran relevancia cultural en Asturias, donde ha tenido un papel simbólico a lo largo de toda la Historia. Protagonista de antiguas creencias paganas, pasó a convertirse en icono identitario de la comunidad de muchas parroquias eclesiásticas. Actualmente es considerado como la representación de un pasado mítico, de una identidad asturiana basada en la tradición o de un cuerpo de valores ecologistas y medioambientales. La profunda implantación de la vinculación iglesia-tejo se evidencia en la existencia en la región de 215 conjuntos formados un edificio religioso y un ejemplar esta especie arbórea.
El tejo de Cenero (conocido «Tejo de la Abadía» o «Texu l'Abadía» en asturiano) fue plantado el 6 de enero de 1786 frente a la iglesia parroquial. Es un ejemplar femenino de grandes dimensiones: el árbol tiene 13 m de altura, un perímetro de 3,5 m en el tronco, y un diámetro de 18 m en la copa. Queda separado del templo por el Camín de Curumbiellos, carretera que comunica Sotiello con la parroquia de Fresno. Su desarrollo se ha visto notablemente perjudicado por esta ubicación, así como por el murete de piedra que rodea a la base del tronco. De hecho, su copa no es todo lo frondosa que debiera.
El tejo tiene un gran valor para el vecindario de Cenero, que lo considera una seña de identidad. Antiguamente era el lugar donde celebraban asambleas a la salida de misa. Hace tres décadas dio nombre a una  peña que formaron para jugar a la quiniela y, en 2011, a la comisión creada para hacer frente al vertedero que la empresa Asturiana de Zinc quería construir en el barrio de Carbaínos. Hasta hace pocos años era decorado con luces y coronado con una estrella durante la Navidad, costumbre iniciada por el párroco Eladio Argüelles Coto en la década de 1960.